# Cividale del Friuli
Cividale del Friuli (friülà Cividât, eslovè Čedad, alemany Östrich) és un municipi italià, dins de la província d'Udine. L'any 2007 tenia 11.587 habitants. Limita amb els municipis de Corno di Rosazzo, Moimacco, Premariacco, Prepotto, San Pietro al Natisone i Torreano.

## Història
Fou fundada el 50 aC per Juli Cèsar amb el nom de Forum Julii, de la qual va derivar el nom de Friül. S'hi ha trobat restes del Paleolític i Neolític a les proximitats de la ciutat. S'hi ha trobat abundants testimoniatges de l'edat de ferro i de la cultura paleovèneta, sobre la qual es va imposar la civilització cèltica a partir del segle iv aC.
En l'any 50 aC Juli Cèsar va derrotar la tribu gal·la dels carns. Els romans van fundar un municipi que va pertànyer a la tribu Scaptia. Més tard el petit municipi es va convertir en colònia. Les muralles de la ciutat romana es troben sota les actuals muralles venecianes. En el segle v, després que els àvars van destruir Zuglio i els huns Aquileia, Cividale va créixer en nombre d'habitants i importància estratègica.
Els longobards van arribar en el segle vii. Hi van establir la primera capital del regne llombard sota el duc Gisulf, nebot d'Alboí. El 610, els àvars van destruir Cividale. La població va ressorgir amb el nom de Civitas Forumiuliana, ciutat del Friül. En l'any 737, durant el regne del longobard Liutprand, s'hi va refugiar el patriarca d'Aquileia Calixt fugint de les incursions romanes d'Orient. El bisbe de Zuglio va buscar també aixopluc després de les muralles de la ciutat, que va passar llavors a ser seu episcopal i Caput Venetiæ, heretant el títol d'Aquileia. El 739 fou seu del concili en el que es va confirmar la indissolubilitat del matrimoni. El 774, Carlemany va destruir el regne dels longobards, i el Friül es va convertir primer en ducat i després en marca. El duc del Friül, Berenguer, es va convertir primer en rei d'Itàlia (888-924) i més tard en emperador. A partir del segle ix, en els documents la ciutat apareix com a Civitas Avstriæ (Ciutat de l'Est), i d'aquest nom sembla derivar el topònim actual.
A partir del segle xii és una ciutat lliure i un mercat important. En 1238 el patriarcat es va traslladar a Udine. No obstant això, la ciutat es va convertir en la ciutat més important del Friül, fins al punt que en 1353 l'emperador Carles IV li va concedir una Universitat. En 1419, assetjada pels hongaresos del rei Segimon, la ciutat va sol·licitar l'ajuda de la República de Venècia. A partir de llavors, i al llarg de tot el segle xv, la República de Venècia i el Sacre Imperi es van disputar la sobirania de Cividale. En 1509 la ciutat va ser assetjada pel duc de Brunswick al comandament d'un exèrcit imperial. Cividale va aconseguir resistir i al final de la guerra va quedar sota sobirania veneciana. Durant el període de dominació veneciana va ser un important centre d'estudis.
En 1530, amb la pau de Worms, va perdre el castell de Tolmin sobre l'Isonzo i les mines de mercuri d'Idrija. Poc després van començar les incursions otomanes que la van setjar diverses vegades. En 1797, pel Tractat de Campo Formio entre Napoleó Bonapart i Àustria, Cividale va passar a formar part de l'imperi dels Habsburg. El 1815 el Congrés de Viena va confirmar la pertinença de la ciutat a l'imperi.
Cividale va ser annexat al Regne d'Itàlia, juntament amb la resta del Friül, el 1866, després de la Tercera Guerra d'Independència Italiana. Durant la Primera Guerra Mundial va albergar el comandament de l'exèrcit italià durant les Dotze Batalles de l'Isonzo. Finalment va ser ocupat per l'exèrcit austríac després de la seva victòria en Caporetto (Kobarid).

### Llocs d'interès
- Catedral de Santa María Assunta (segles xv ? xvi) reconstruïda en 1453 després d'un incendi en estil renaixentista per l'arquitecte Pietro Lombardo da Carona. El Museu Cristià en la nau sud, guarda escultures de l'església original. Destaca l'altar donat per Ratchis (al voltant de 730 ? 740), duc longobard del Friül i rei d'Itàlia (737 - 744) amb relleus de la vida de Crist i una Natividad. El mateix museu alberga la pila bautismal del patriarca Calliste (737 - 756), octogonal, amb un sostre sustentat per pilastres i decorat amb els símbols dels evangelistas.
- El Pont del Diable, construcció medieval, que uneix les dues parts de la ciutat dividides pel riu Natisone.
- Hipogeu cèltic, excavat en el sòl. Possiblement va ser utilitzat com masmorra en temps romans o longobards.
- Oratori de Santa Maria in Valle (temple longobard) Compendio d'arquitectura i escultura de l'Alta Edat Mitjana.

## Administració
| Període | Identitat    | Partit      |
| ------- | ------------ | ----------- |
| 2004-   | Attilio Vuga | Centredreta |

## Galeria fotogràfica

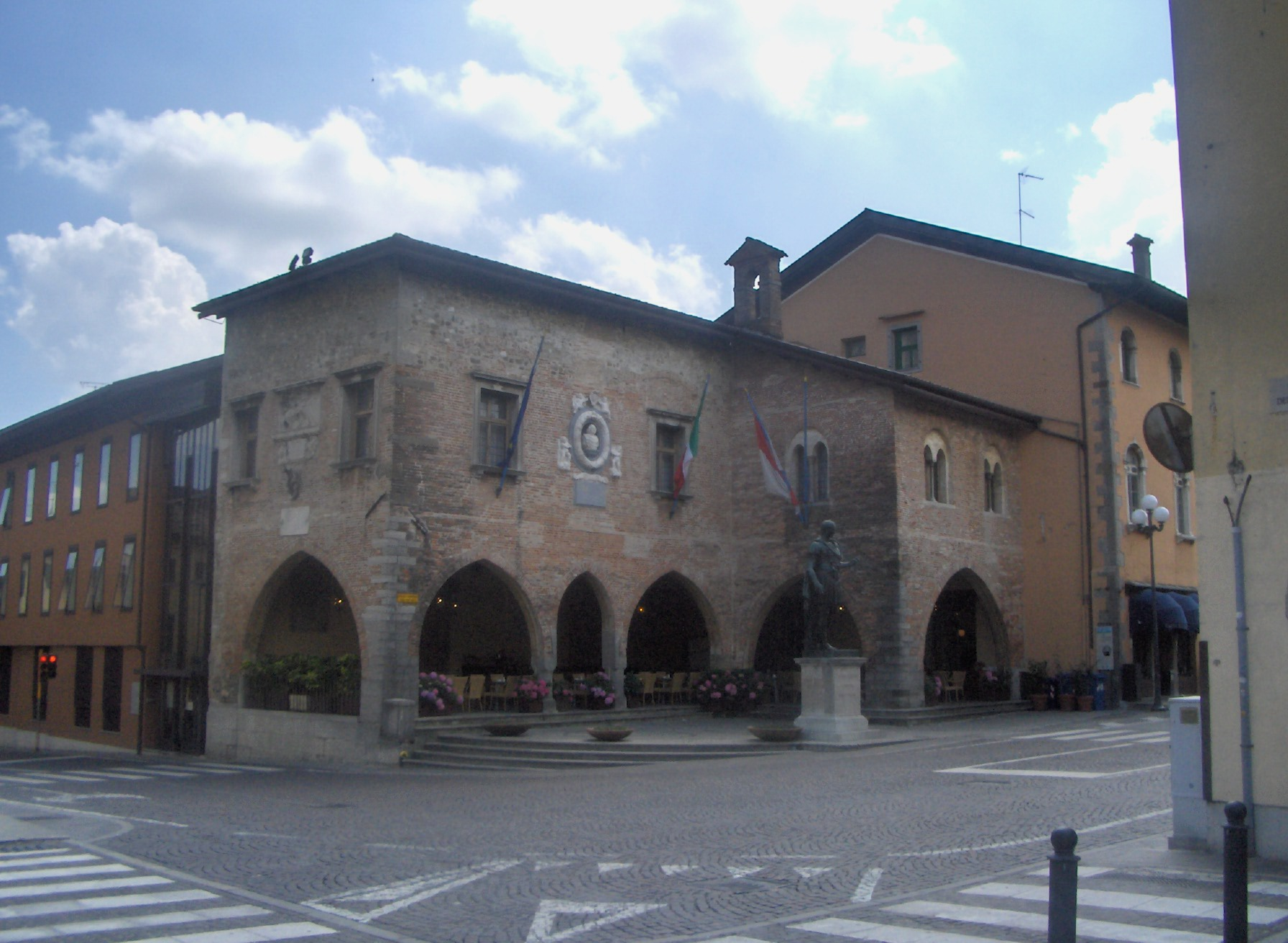
Palau Comunal
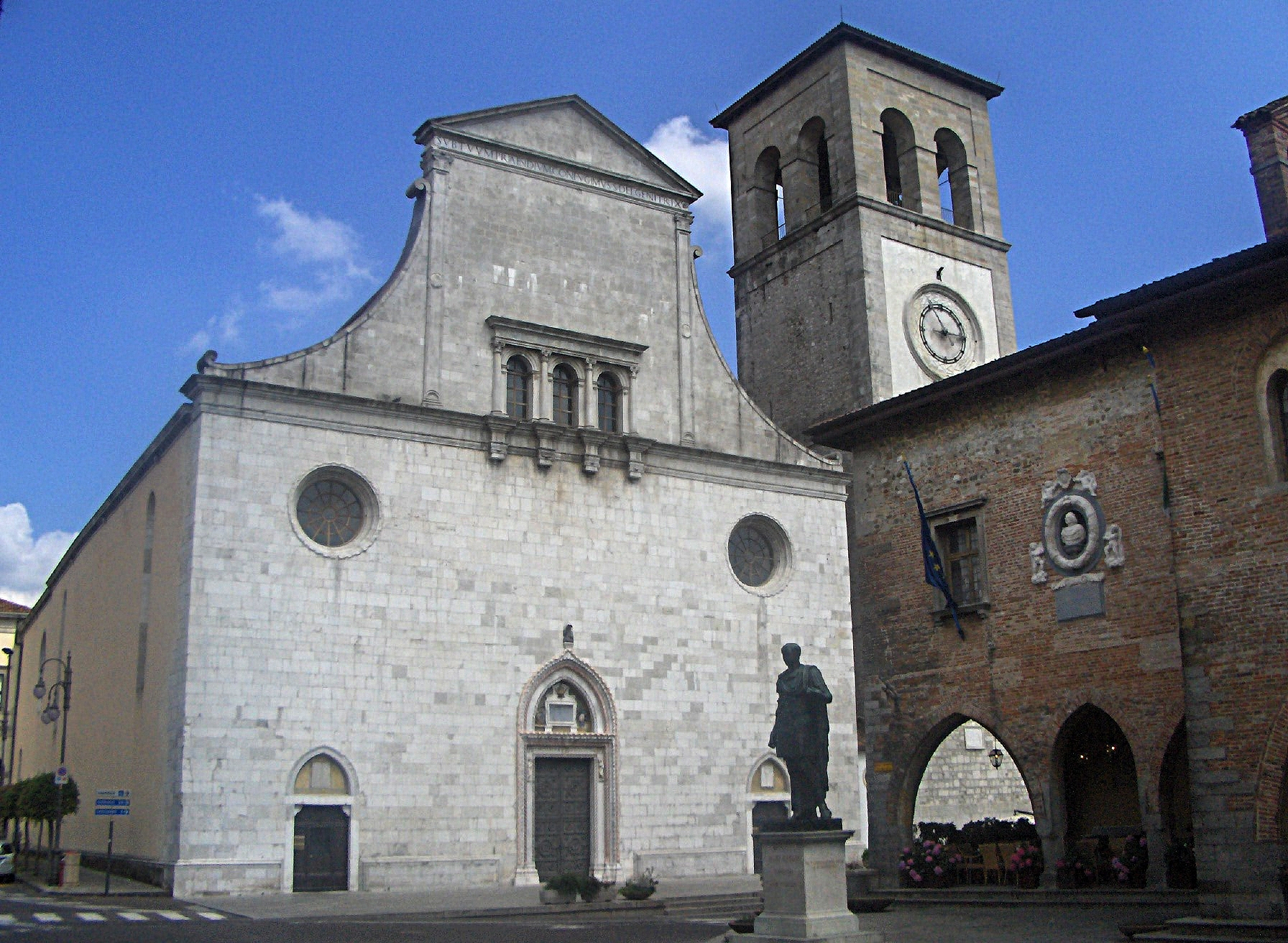
Duomo
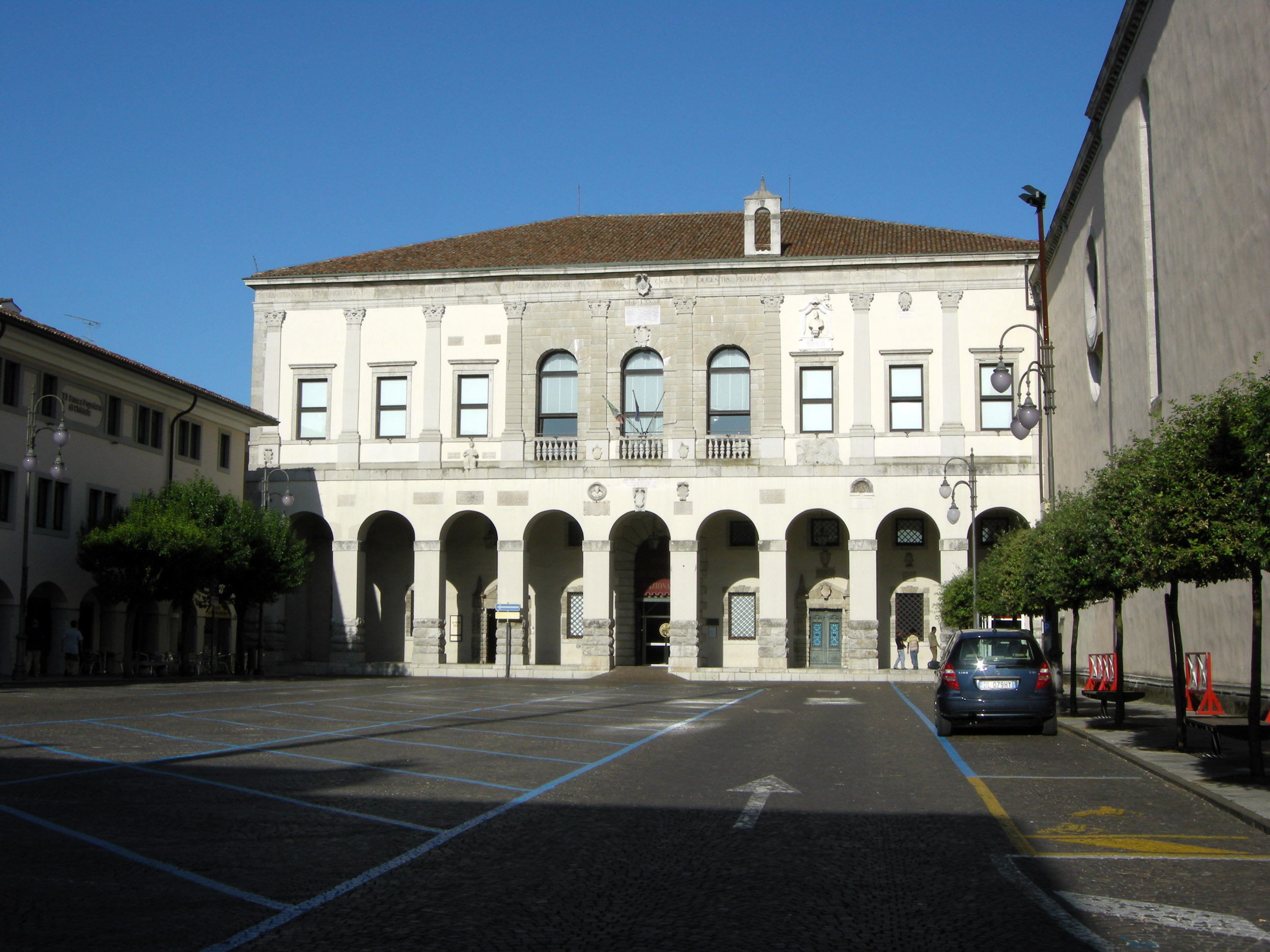
Paual del pretori
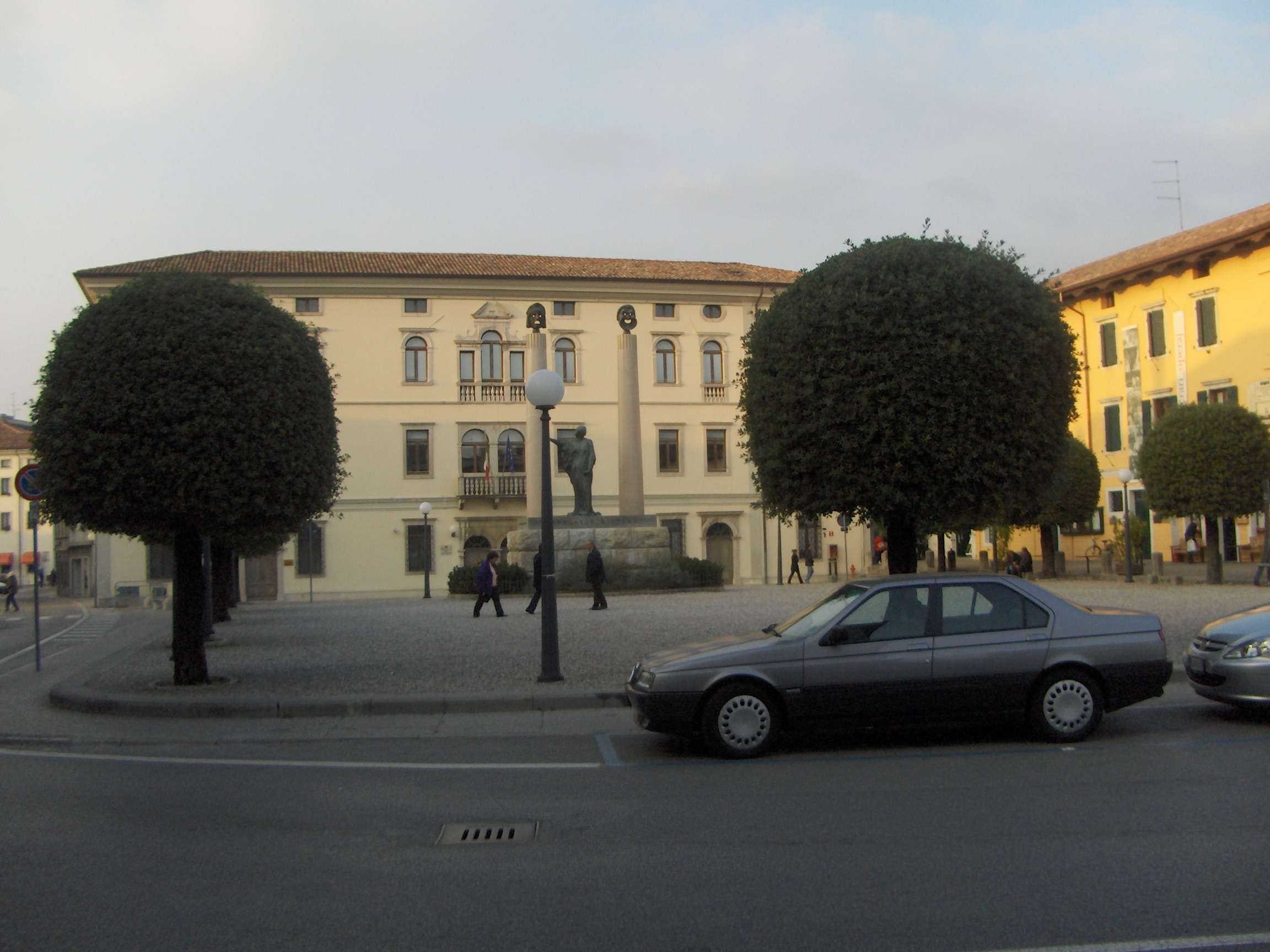
Fòrum Juli Cèsar
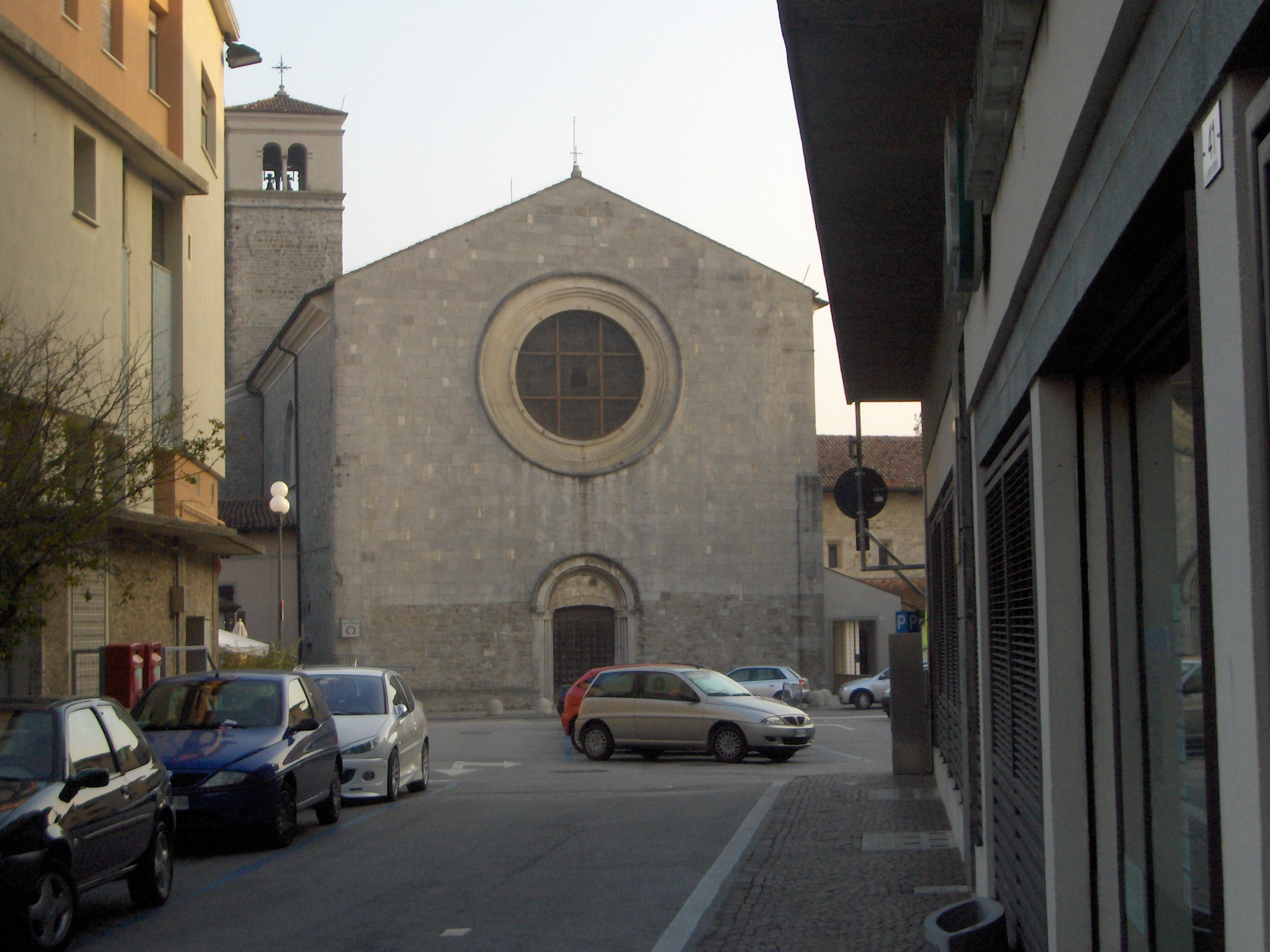
Església de San Francesco
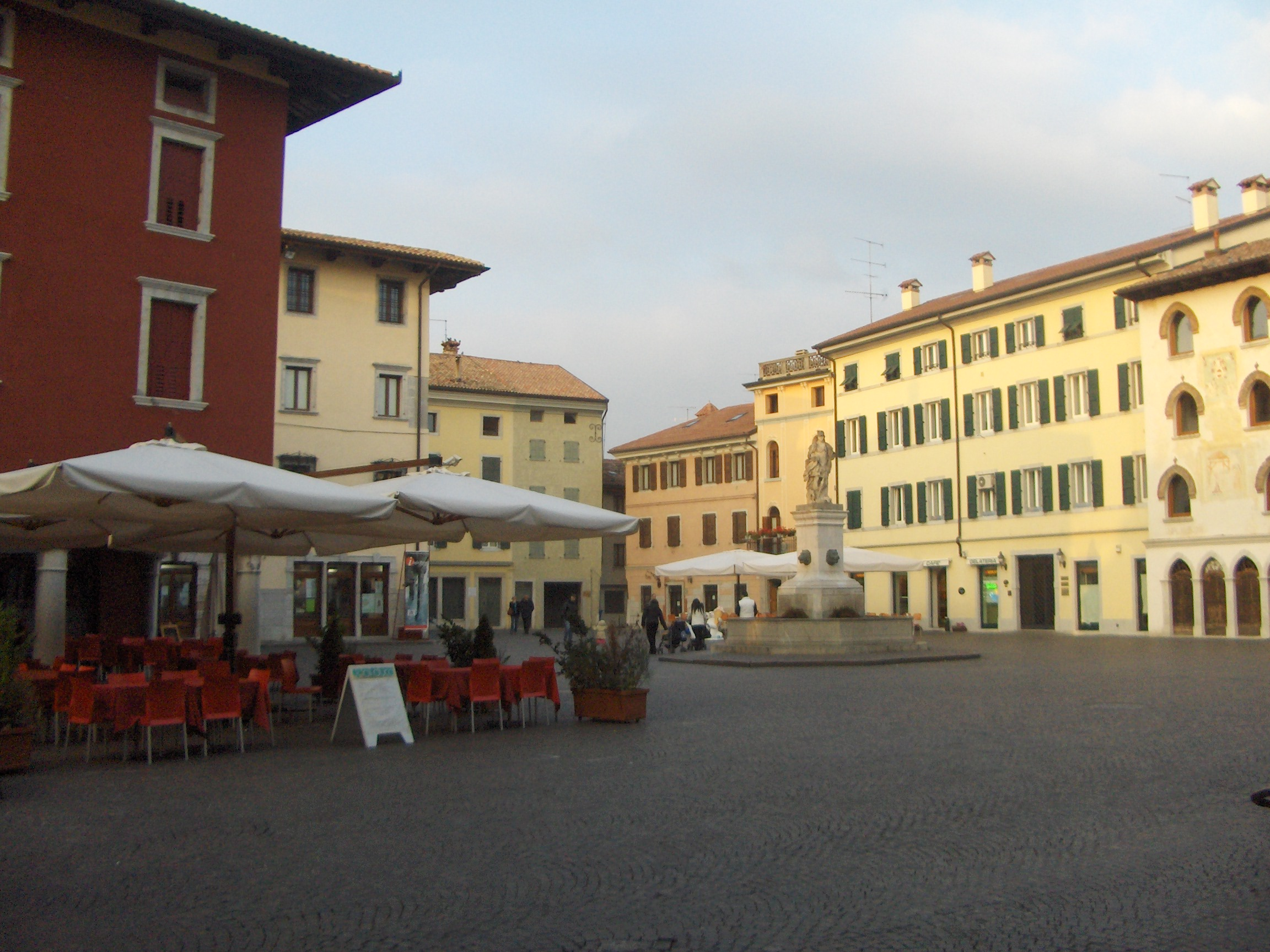
Piazza Diacono
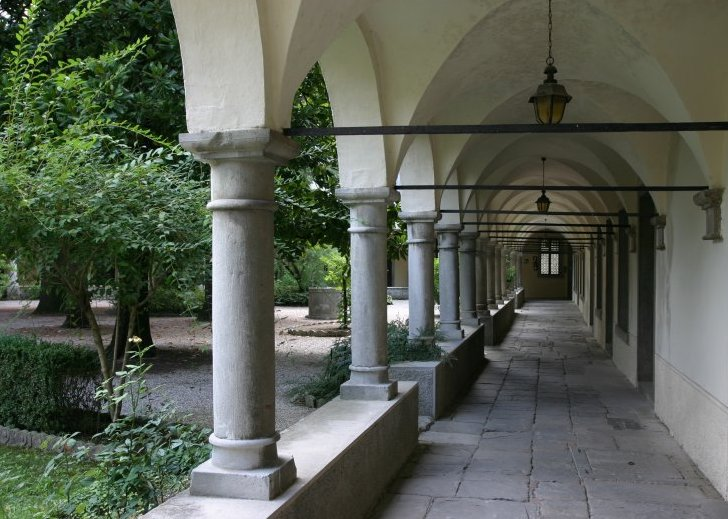
Claustre del convent de les Ursulines
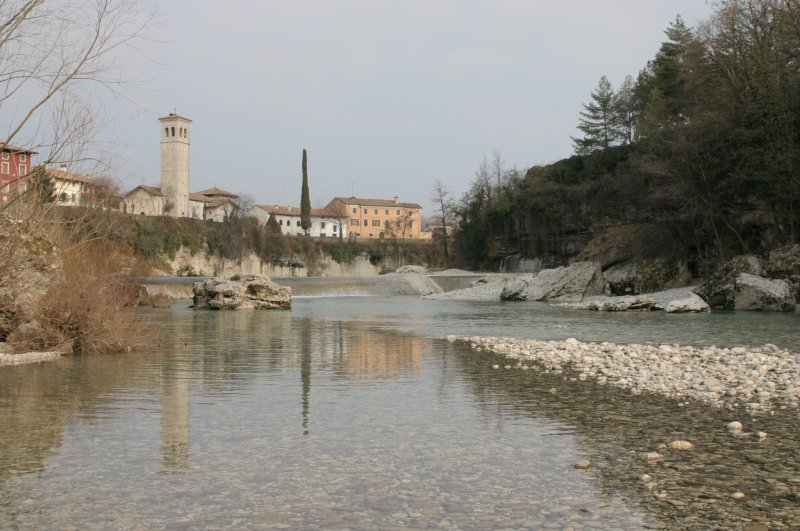
Església de SS. Pietro e Biagio des del Natisone
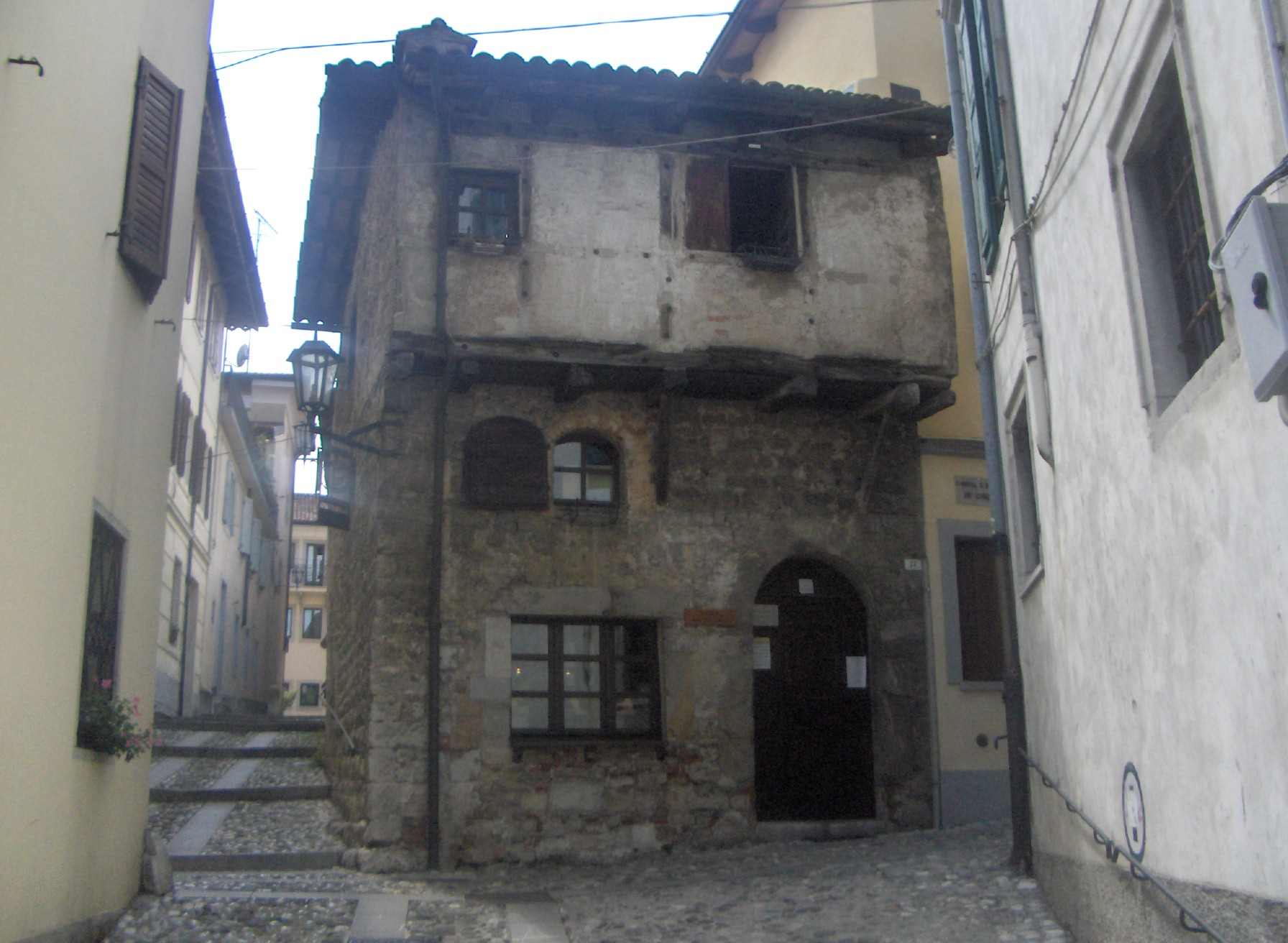
Casa medieval de Borgo Brossana
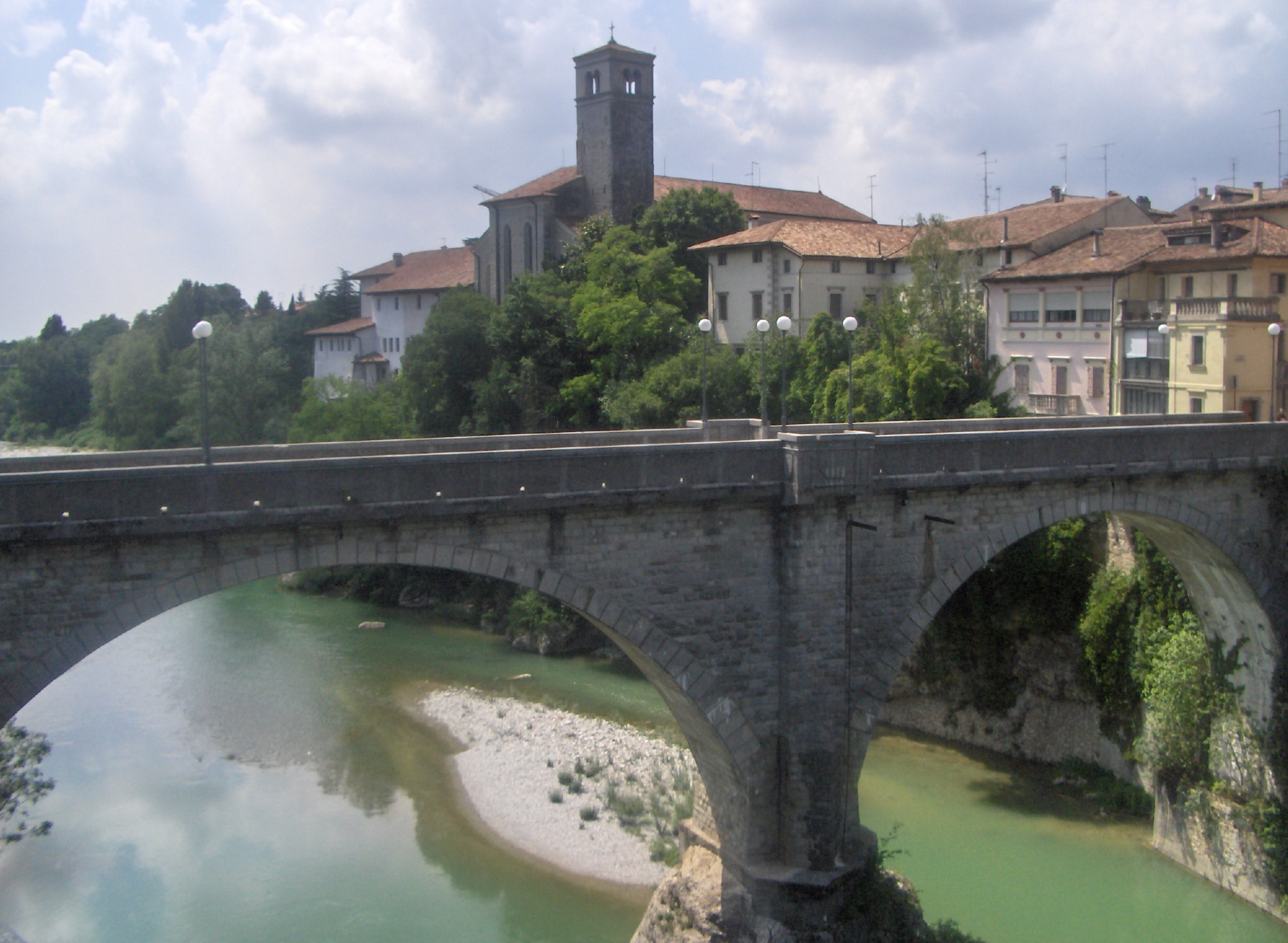
Pont del Diavolo
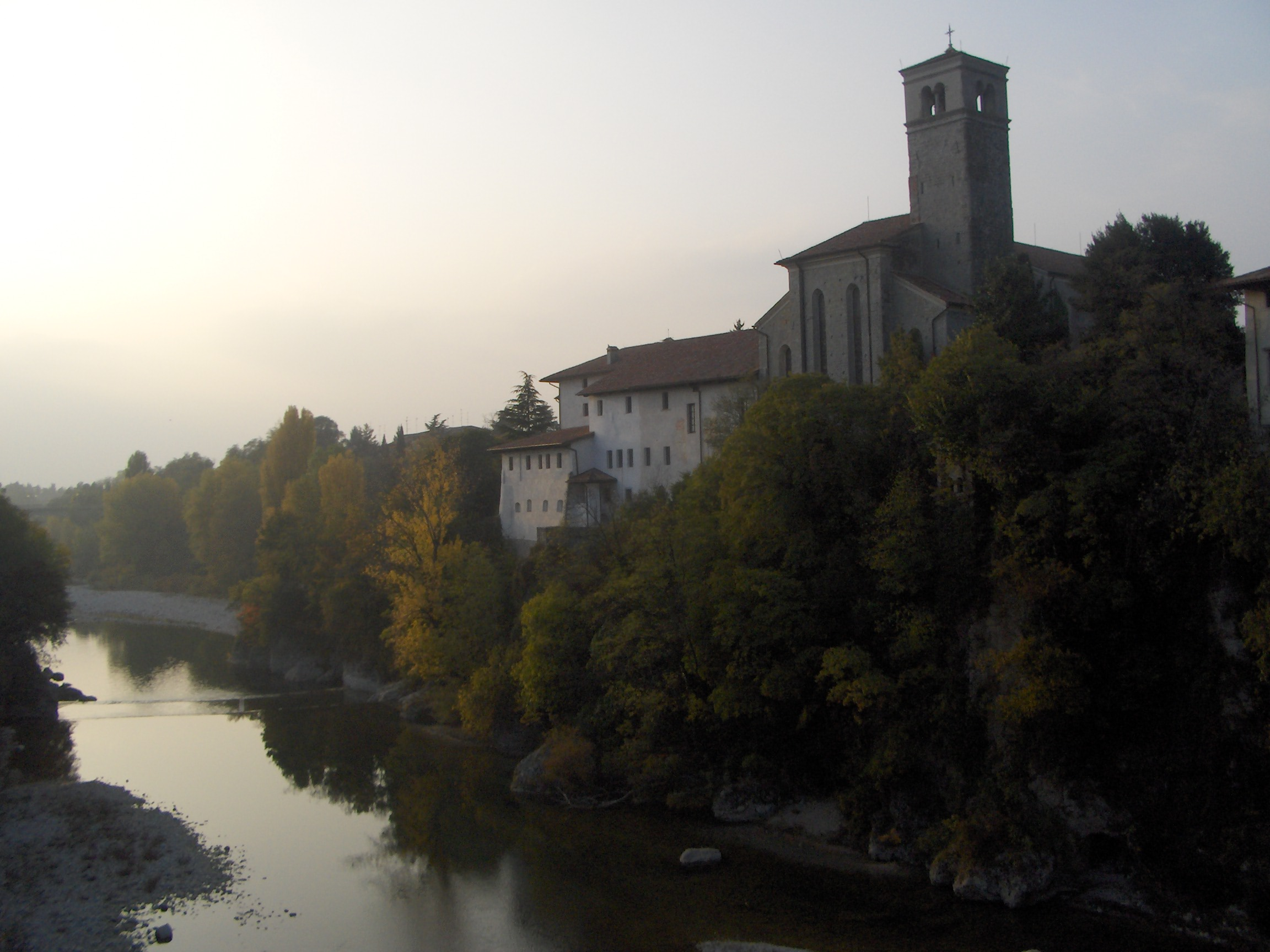
Pont del Diavolo
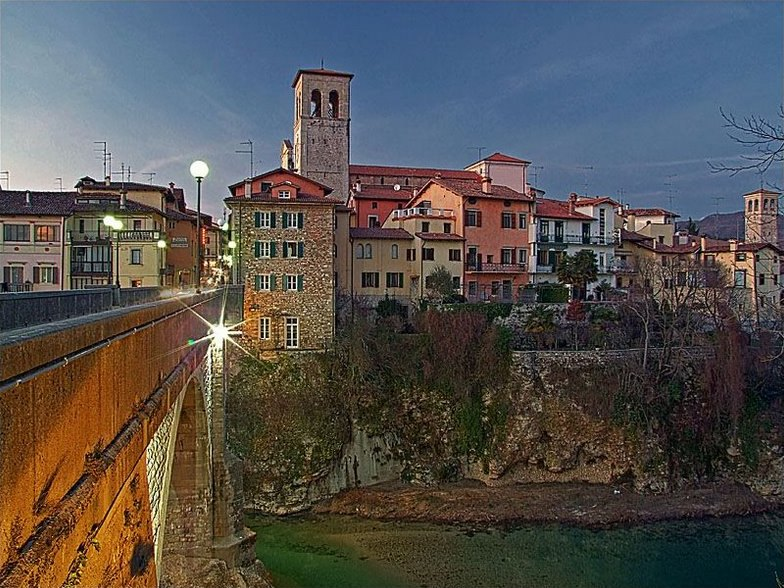
Pont del Diavolo